# Gemüsegruppe
Als Gemüsegruppe bezeichnet man im Agrarmarkt der Europäischen Union Gruppen von Gemüse, die hinsichtlich Erzeugung und Preisstruktur vergleichbar sind.
Man unterscheidet grundsätzlich zwei Produktgruppen:
- Grobgemüse, mit einem hohen Anteil an Cellulose, darunter fallen:
  - Stängelgemüse und Sprossengemüse
  - Hülsengemüse
  - Kohlgemüse
  - Wurzelgemüse und Knollengemüse
  - Zwiebelgemüse

- Feingemüse, mit einem niedrigen Anteil an Cellulose, darunter fallen:
  - Blattgemüse
  - Fruchtgemüse
  - Kräutergemüse